# Протесты в Японии 2018-2019
Протесты в Японии 2018—2019 годов — серия мирных демонстраций и других форм политического протеста по всей стране в период с мая 2018 года по июнь 2019 года, направленных против правительства Синдзо Абэ. Протесты охватили как крупные города, так и сельскую местность, при этом в Токио в 2018 году в митингах приняли участие более 50 тысяч человек, что стало крупнейшим событием за три года. Основными причинами протестов стала причастность Синдзо Абэ к коррупционным скандалам, ложь о действиях японских Сил Самообороны в войне в Ираке, а также нищета в слаборазвитых регионах Японии.
С октября 2018 года по июль 2019 года поводом для протестов стало изнасилование несовершеннолетней гражданки Японии. Одним из требований протестующих было ужесточение законодательства в области защиты прав женщин. Сотни людей были избиты или получили травмы в ходе столкновений в 2019 году.